# Gioseni
Gioseni – wieś w Rumunii, w okręgu Bacău, w gminie Gioseni. W 2011 roku liczyła 3249 mieszkańców.